# Honorowi obywatele Bydgoszczy

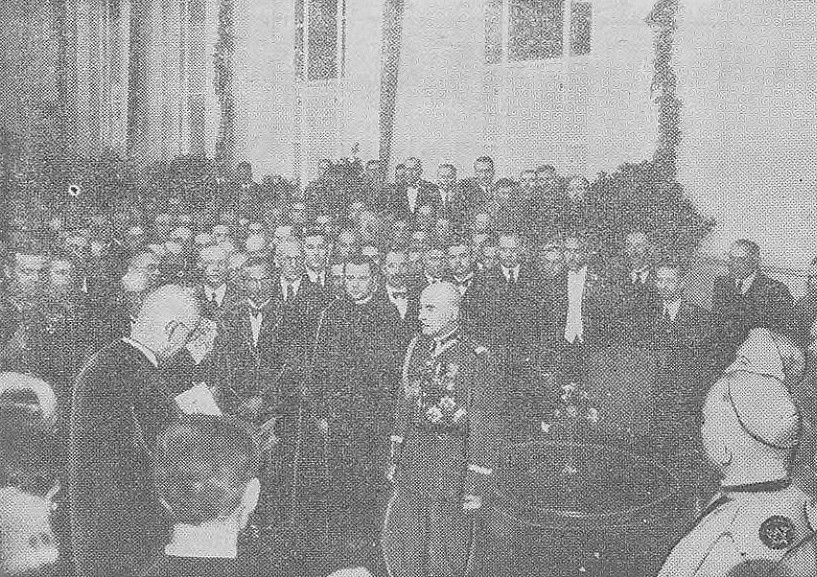
Wręczenie dyplomu honorowego obywatelstwa Bydgoszczy Marszałkowski Edwardowi Śmigłemu-Rydzowi (1937)

Honorowi obywatele Bydgoszczy – lista osób, którym nadano tytuł Honorowego Obywatela Miasta Bydgoszczy.
Pierwszy zapis o nadawaniu tytułu Honorowego Obywatela Bydgoszczy znajduje się w ordynacji miejskiej z 1831 r. W latach 1946–1992 zamiast tytułu wręczano odznakę „Bydgoszcz – zasłużonemu obywatelowi”.
Obecnie przyznania tytułu dokonuje się poprzez uchwałę Rady Miejskiej. Z wnioskiem występował w okresie zaboru pruskiego magistrat, w czasach polskich występuje Zarząd Miasta. Dyplom przyznający ten tytuł wyróżnionym osobom wręczał początkowo nadburmistrz, a w czasach polskich prezydent miasta.
| Honorowi obywatele Bydgoszczy | Honorowi obywatele Bydgoszczy | Honorowi obywatele Bydgoszczy |
| ----------------------------- | ----------------------------- | --- |
| 1821                          | Joseph von Stein-Kamieński    | prezydent rejencji w Bydgoszczy w latach 1815–1821 |
| 1833                          | Carl von Wissmann             | prezydent rejencji w Bydgoszczy w latach 1832–1841, założyciel Towarzystwa Upiększania Miasta i parku na Wzgórzu Dąbrowskiego                                               |
| 1835                          | Johann Springer               | radca sprawiedliwości, fiskał rejencji w Bydgoszczy |
| 1840                          | Mathias Guderian              | sędzia, notariusz, pradziad gen. Heinza Guderiana |
| 1840                          | Gottfried Groschke            | długoletni dyrektor poczty w Bydgoszczy w latach 1815–1847 |
| 1858                          | Jacob Romberg                 | pastor ewangelickiej parafii bydgoskiej w latach 1829–1857, radca konsystorza ewangelickiego w Poznaniu i rejencji w Bydgoszczy                                             |
| 1864                          | Julius von Schleinitz         | prezydent rejencji w Bydgoszczy w latach 1850–1864, poseł do Sejmu Pruskiego                                                                                                |
| 1865                          | Gustav Runge                  | radca szkolny rejencji bydgoskiej w latach 1827–1865 |
| 1869                          | Emil Senff                    | prawnik, polityk, radny i radca miejski Bydgoszczy |
| 1876                          | Gustav Gerber                 | pedagog, filozof, organizator i dyrektor Gimnazjum Realnego, poseł do Sejmu Pruskiego                                                                                       |
| 1878                          | Benno Hann von Weyhern        | generał kawalerii, w Bydgoszczy w latach 1866–1870 |
| 1888                          | Heinrich Gamm                 | rodowity bydgoszczanin, przemysłowiec, właściciel Fabryki Mydła i Świec |
| 1889                          | Albert von Maybach            | minister i poseł do Sejmu Pruskiego, w latach 1863–1867 kierownik Dyrekcji Kolei Wschodniej w Bydgoszczy                                                                    |
| 1900                          | Hermann Franke                | rodowity bydgoszczanin, przemysłowiec, samorządowiec, m.in. członek założyciel Towarzystwa Historycznego Obwodu Nadnoteckiego oraz Niemieckiego Towarzystwa Sztuki i Wiedzy |
| 1903                          | Bernhard von Bülow            | kanclerz II Rzeszy oraz premier Prus w latach 1900–1909 |
| 1918                          | Lewin Louis Aronsohn          | samorządowiec, fundator posągu „Łuczniczki” |
| 1926                          | Władysław Piórek              | lekarz, działacz społeczny (p. Związek Ludowo-Narodowy) |
| 1930                          | Jan Biziel                    | lekarz, działacz społeczny (m.in. założyciel Księgarni Bydgoskiej) |
| 1937                          | Edward Śmigły-Rydz            | marszałek Polski i Naczelny Wódz w wojnie obronnej w 1939 |
| 1942                          | Franz Lüdtke                  | rodowity bydgoszczanin, poeta, pisarz oraz pierwszy Reichsleiter nazistowskiej organizacji Bund Deutscher Osten                                                             |
| 1993                          | Tadeusz Nowakowski            | działacz społeczny, reporter papieża Jana Pawła II |
| 1993                          | Andrzej Szwalbe               | wieloletni dyrektor Filharmonii Pomorskiej i organizator życia muzycznego                                                                                                   |
| 1997                          | Teresa Ciepły                 | lekkoatletka, wielokrotna medalistka (m.in. złoto, srebro Tokio 1964, brąz Rzym 1960)                                                                                       |
| 1998                          | Karol Wojtyła                 | papież Jan Paweł II |
| 1999                          | Primo Nebiolo                 | ur. w Turynie poliglota, przewodniczący IAAF (1981–1999) |
| 2003                          | Jerzy Hoffman                 | reżyser i scenarzysta filmowy |
| 2005                          | Irena Szewińska               | lekkoatletka, wielokrotna medalistka (m.in. igrzysk olimpijskich – 3 złote, 2 srebrne i 2 brązowe)                                                                          |
| 2006                          | Zdzisław Lipiński             | ksiądz, wykładowca |
| 2007                          | Rajmund Kuczma                | historyk, popularyzator miasta i wieloletni dyrektor Muzeum Okręgowego |
| 2009                          | Krzysztof Penderecki          | polski kompozytor, dyrygent i pedagog muzyczny |
| 2010                          | Henryk Muszyński              | arcybiskup gnieźnieński, Prymas Polski |
| 2013                          | Piotr Paleczny                | polski pianista i pedagog muzyczny, dyrektor artystyczny Międzynarodowego Konkursu Pianistycznego im. Ignacego Jana Paderewskiego                                           |
| 2013                          | Felicja Gwincińska            | działaczka samorządowa - przewodnicząca Rady Miasta Bydgoszczy, wicewojewoda, prezes Towarzystwa Muzycznego im. I.J. Paderewskiego w Bydgoszczy                             |
| 2015                          | Eleonora Harendarska          | długoletnia dyrektor Filharmonii Pomorskiej |
| 2018                          | Leonard Pietraszak            | urodzony i związany z Bydgoszczą aktor teatralny i filmowy |

Do dnia 19 marca 2021 roku tytuł Honorowego Obywatela Miasta Bydgoszczy przypisywano marszałkowi Michałowi Roli-Żymierskiemu. W dniu 19 marca Rada Miasta podjęła uchwałę, w której wykazała, iż nie można tej postaci zaliczać do tego grona